# Repubblica Federale Democratica Transcaucasica
La Repubblica Federale Democratica Transcaucasica (in azero زاقافقازیا خالق فدراتیو جومهوریتی, Zaqafqaziya Demokratik Federativ Respublikası;  in armeno Անդրկովկասյան Դեմոկրատական Ֆեդերատիվ Հանրապետություն?, Andrkovkasyan Demokratakan Federativ Hanrapetowt'yown; in georgiano ამიერკავკასიის დემოკრატიული ფედერაციული რესპუბლიკა?, Amierk'avk'asiis Demok'rat'iuli Pederatsiuli Resp'ublik'a), conosciuta anche come Federazione Transcaucasica, fu uno Stato che ebbe breve esistenza; comprendeva i moderni Stati dell'Armenia, Azerbaigian e Georgia.
Dopo la Rivoluzione di febbraio, il Governo provvisorio russo creò il Comitato speciale Transcaucasico per governare la zona. Dopo la Rivoluzione d'ottobre, l'11 novembre 1917 fu sostituito dal Commissariato Transcaucasico e a sua volta dalla RFDTC nel febbraio 1918. Visto che la Repubblica Federale Democratica Transcaucasica era uno Stato indipendente che non aveva firmato alcun trattato di pace con l'Impero ottomano, la Repubblica Federale Democratica Transcaucasica era ancora in guerra e cercò di impedire che l'Impero ottomano si impadronisse dei territori dell'Amministrazione dell'Armenia occidentale. Riprendendo la guerra contro gli ottomani, esplosero rivolte nell'Azerbaigian, poiché dei musulmani non volevano combattere al fianco dei cristiani, ma con altri musulmani. Il 13 aprile 1918 Baku viene presa sotto il controllo della Federazione Rivoluzionaria Armena che creò la Comune di Baku, spingendo i musulmani ad arroccarsi a Gäncä. L'Azerbaigian si staccò e divenne la Repubblica Democratica di Azerbaigian, che si schierò subito a fianco dei turchi dando vita alla guerra armeno-azera e partecipando alla battaglia di Baku. Il resto della Federazione si divise nella Prima Repubblica di Armenia e nella Repubblica Democratica di Georgia.

## Storia
La maggior parte del Caucaso meridionale era sotto il controllo dell'Impero russo nella prima metà del diciannovesimo secolo. Un vicereame caucasico era stato originariamente istituito nel 1801, per consentire al governo russo il controllo diretto nei decenni successivi. L'autonomia locale fu ridotta ed il controllo russo fu ulteriormente consolidato; il vicereame acquisì la maggior parte del potere nel 1845. Tiflis (ora Tbilisi) fu la capitale del Regno di Cartalia-Cachezia, divenne la sede del vicereame e de facto la capitale della regione. Il Caucaso meridionale era prevalentemente rurale, tranne per Baku; che crebbe alla fine del diciannovesimo secolo, quando la regione iniziò ad esportare petrolio e divenne un importante centro economico. Etnicamente, la regione era molto diversificata. I tre principali gruppi etnici locali erano armeni, azeri e georgiani. Anche una popolazione russa si era stabilita, dopo che l'Impero russo aveva conquistato l'area.
Con lo scoppio della prima guerra mondiale nel 1914, l'Impero russo e l'Impero ottomano si combatterono nella regione del Caucaso. I russi vinsero diverse battaglie e penetrarono in profondità nel territorio ottomano. Tuttavia, erano preoccupati che la popolazione locale, per lo più musulmana, avrebbe continuato a seguire l'Impero ottomano di Mehmed V, per poi distruggere le forze russe poiché l'imperatore ottomano era anche il califfo, il leader spirituale dell'Islam. Entrambe le parti volevano anche utilizzare la popolazione armena, che viveva oltre il confine, a proprio vantaggio e fomentare rivolte. Dopo le sconfitte militari, il governo ottomano si rivolse contro gli armeni e nel 1915 iniziò un genocidio, in cui furono uccisi 1,5 milione di armeni.
La Rivoluzione di febbraio del 1917 vide la fine dell'Impero russo e l'istituzione di un Governo provvisorio in Russia. Il vicereame del Caucaso, guidato dal granduca Nicola, espresse un sostegno iniziale al nuovo governo, ma fu costretto a dimettersi, poiché il potere imperiale russo fu tolto. Il governo provvisorio creò un'autorità temporanea, il Comitato Transcaucasico Speciale (noto con la sua abbreviazione russa Ozakom), il 22 marzo 1917. Il Comitato era composto da rappresentanti caucasici della Duma (legislatura russa) e altri leader locali; il Comitato doveva fungere da "vicereame collettivo" e aveva rappresentanti dei gruppi etnici della regione. Proprio come a Pietrogrado, fu istituito un sistema a doppia alimentazione, in cui l'Ozakom era in competizione contro i sovietici. Con scarso sostegno da parte del governo di Pietrogrado, l'Ozakom ebbe difficoltà a stabilire la sua autorità sui soviet, soprattutto nel Soviet di Tiflis.

### Commissariato transcaucasico
La notizia della Rivoluzione d'ottobre, che portò i bolscevichi al potere a Pietrogrado il 7 novembre 1917, raggiunse il Caucaso il giorno successivo. Il Soviet di Tiflis si riunì e dichiarò la sua opposizione ai bolscevichi. Tre giorni dopo l'idea di creare un governo autonomo locale fu espressa da Noe Zhordania, un menscevico georgiano, il quale sosteneva che la presa del potere da parte dei bolscevichi era illegale e che il Caucaso non doveva seguire le loro direttive e attendere che l'ordine fosse stato ristabilito. Un'ulteriore riunione dei rappresentanti del Soviet di Tiflis, dell'Ozakom e di altri gruppi il 28 novembre decise di porre fine all'Ozakom e di sostituirlo con un nuovo governo, il Commissariato Transcaucasico, che non si sarebbero sottomesso ai bolscevichi. Il Commissariato era composto dai rappresentanti dei quattro principali gruppi etnici della regione (armeni, azeri, georgiani e russi), ha sostituito l'Ozakom come governo del Caucaso meridionale e avrebbe ricoperto quel ruolo fino a quando l'Assemblea costituente russa non si fosse riunita in Gennaio 1918. Evgeni Gegechkori, georgiano, fu nominato presidente e commissario per gli affari esteri del Commissariato. Gli altri commissariati furono divisi tra armeni, azeri, georgiani e russi. Costituito con il preciso scopo di essere un governo provvisorio, il Commissariato non era in grado di governare con forza: dipendeva da consigli nazionali, formati nello stesso periodo e basati su linee etniche, per supporto militare ed era di fatto impotente a far rispettare le leggi passato.
Con le forze russe e ottomane ancora nominalmente impegnate nella regione, il 18 dicembre 1917 fu firmato un cessate il fuoco temporaneo, l'armistizio di Erzincan. Con la sospensione dei combattimenti, il 16 gennaio 1918, i diplomatici ottomani invitarono il Commissariato a partecipare ai colloqui di pace a Brest-Litovsk, dove i bolscevichi stavano negoziando la fine della guerra con le potenze centrali. Poiché il Commissariato non voleva agire in modo indipendente dalla Russia, non ha risposto all'invito e quindi non ha partecipato ai colloqui di pace lì. Due giorni dopo, il 18 gennaio. l'Assemblea Costituente ha avuto la sua prima e unica riunione, interrotta dai bolscevichi, consolidando così di fatto il loro potere in Russia. Ciò confermò al Commissariato che non sarebbero stati in grado di lavorare con i bolscevichi in alcun modo serio e così iniziarono a formare un governo più formale. Il cessate il fuoco tra l'Impero ottomano ed il Commissariato durò fino al 30 gennaio, quando l'esercito ottomano lanciò una nuova offensiva nel Caucaso, sostenendo che doveva vendicarsi contro sporadici attacchi delle milizie armene alla popolazione musulmana in territorio ottomano occupato. Con le forze russe in gran parte ritirate dal fronte, il Commissariato si rese conto che non sarebbero state in grado di resistere a un'avanzata su vasta scala da parte delle forze ottomane e così il 23 febbraio accettò di avviare un nuovo ciclo di colloqui di pace.

### Seim
L'idea di istituire un organo legislativo transcaucasico era stata discussa dal novembre 1917, sebbene all'epoca non fosse stata attuata. Con lo scioglimento dell'Assemblea Costituente a gennaio, era diventato evidente ai dirigenti del Commissariato che i legami con la Russia erano stati quasi interrotti. Senza alcun desiderio di seguire l'esempio dei bolscevichi, il Commissariato accettò di istituire il proprio corpo legislativo in modo che il Transcaucaso potesse avere un governo legittimo e negoziare con l'Impero ottomano in modo più appropriato. Così il 23 febbraio istituirono il "Seim" ("legislatura") a Tbilisi.
Non si sono svolte elezioni per i deputati; sono stati invece utilizzati i risultati dell'elezione dell'Assemblea Costituente, la soglia elettorale è stata abbassata a un terzo di quella utilizzata per l'Assemblea Costituente per consentire l'adesione di più membri, il che ha consentito la rappresentanza dei partiti più piccoli. Nikolai Chkheidze, un menscevico georgiano, fu nominato presidente. In definitiva il Seim comprendeva dieci partiti diversi. Tre dominavano, ognuno dei quali rappresentava un grande gruppo etnico: il partito menscevico georgiano e il partito azero Musavat avevano ciascuno 30 membri e la Federazione rivoluzionaria armena (Dashnaktsutyun) aveva 27 membri. I bolscevichi boicottarono il Seim, affermando che l'unico governo legittimo per la Russia (compresa la Transcaucasia) era il Consiglio dei commissari del popolo controllato dai bolscevichi.

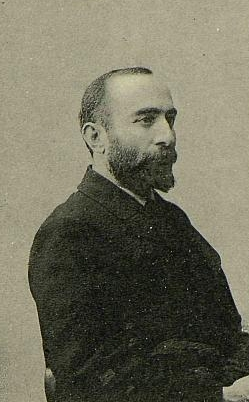
Nikolay Chkheidze, che aveva servito come presidente del Seim

Fin dall'inizio, il Seim ha dovuto affrontare sfide alla sua autorità. Con una composizione etnica e politica diversificata e senza uno status chiaro per la sua autorità, c'era conflitto sia all'interno che all'esterno delle sue camere. Dipendeva in larga misura dai consigli nazionali, rappresentati dai tre principali gruppi etnici e non poteva procedere senza il loro consenso. Così l'offerta ottomana di rinnovare i colloqui di pace e la volontà di incontrarsi a Tiflis dove aveva sede il Seim. L'offerta fu rifiutata, poiché il Seim riteneva che avrebbe mostrato solo i disaccordi interni in corso. Invece, avevano deciso di recarsi a Trebisonda, nel nord-est dell'Anatolia.

### Conferenza sulla pace di Trebisonda
Una delegazione in rappresentanza del Seim doveva partire per Trebisonda il 2 marzo, ma quel giorno fu annunciato che i colloqui di pace a Brest-Litovsk, che si erano conclusi, con i russi che avrebbero firmato un trattato di pace. Nel trattato di Brest-Litovsk c'era l'accordo che i russi avrebbero ceduto vaste aree di terra all'Impero ottomano, comprese le principali regioni del Transcaucaso: i territori di Ardahan, Batum oblast' e Kars oblast', perché erano stati annessi dalla Russia dopo la guerra russo-turca del 1877–1878. Con questo sviluppo improvviso, la delegazione aveva rinviato la partenza poiché ha dovuto riconsiderare la propria posizione. Poiché il Transcaucaso non aveva preso parte ai negoziati di Brest-Litovsk, hanno inviato messaggi a diversi governi in tutto il mondo, affermando che poiché non erano una parte nei colloqui di pace non avrebbero onorato il trattato e non avrebbero evacuato i territori. La delegazione sarebbe finalmente partita il 7 marzo e sarebbe arrivata a Trebisonda il giorno successivo. All'arrivo, la delegazione, composta da dieci delegati e altre cinquanta guardie, fu trattenuta perché le guardie furono invitate a disarmarsi. La delegazione insolitamente numerosa era composta da individui selezionati per rappresentare i diversi gruppi etnici e le fazioni politiche che componevano il Seim; al loro arrivo un funzionario ottomano aveva scherzato dicendo che se questa fosse l'intera popolazione della Transcaucasia, era davvero molto piccola, tuttavia, era solo una delegazione molto grande.
Mentre i delegati attendevano l'inizio della conferenza a Trebisonda, il capo della Terza armata ottomana, Vehib Pascià, ha inviato una richiesta il 10 marzo a Evgenij Lebedinskij, un ex generale russo che aveva iniziato a seguire gli ordini del Commissariato, per evacuare le aree di Ardahan, Batum e Kars, come previsto dal Trattato di Brest-Litovsk. Vehib disse anche a Ilia Odishelidze, che stava prendendo ordini anche dal Commissariato, che alla luce degli attacchi delle forze armene alla popolazione vicino a Erzurum, le forze ottomane avrebbero dovuto avanzare per mantenere la pace, avvertendo che qualsiasi risposta ostile sarebbe stata accolta con forza. A queste richieste ha risposto direttamente Chkheidze in qualità di presidente del Seim, il quale ha notato che il Transcaucaso aveva inviato una delegazione a Trebisonda per negoziare la pace e che poiché il Seim non riconosceva più l'autorità russa, non avrebbero riconosciuto le disposizioni di Brest-Litovsk. L'11 marzo l'esercito ottomano iniziò il suo attacco a Erzurum e con poche speranze di successo, i difensori per lo più armeni evacuarono meno di ventiquattro ore dopo.
La conferenza per la pace di Trebisonda iniziò il 14 marzo. Nella prima sessione, il principale delegato ottomano Rauf Bey chiese alla delegazione transcaucasica da chi erano rappresentati. Akaki Chkhenkeli, il capo della delegazione transcaucasica, non fu in grado di dare una risposta adeguata poiché non era chiaro era rappresentata da lui o dagli altri associati. Quando la domanda fu ripetuta due giorni dopo, Rauf chiese a Chkhenkeli di chiarire la composizione del loro stato, per determinare se fosse qualificato come uno ai sensi del diritto internazionale. Chkhenkeli aveva chiarito che dopo la Rivoluzione d'Ottobre l'autorità centrale aveva cessato di esistere in Transcaucasia. Fu formato un governo indipendente poiché aveva agito come uno stato quando aveva discusso l'invito ai colloqui di pace di Brest-Litovsk, anche se l'indipendenza non era stata esplicitamente proclamata. Rauf confutò l'argomento, affermando che il Sovnarkom aveva l'autorità su tutta la Russia anche se i rappresentanti ottomani avevano inviato dei messaggi al Commissariato per partecipare ai colloqui a Brest-Litovsk, ciò non conferiva il riconoscimento. Infine, Rauf dichiarò che la delegazione ottomana era a Trebisonda solo per risolvere alcune questioni economiche e commerciali che non erano state risolte a Brest-Litovsk. Chkhenkeli e i suoi colleghi delegati non avevano altra scelta che richiedere una breve pausa in modo da poter inviare dei messaggi al Seim e determinare come procedere.

## Formazione

### Nuova invasione ottomana
Durante la pausa a Trebisonda, le forze ottomane continuarono la loro avanzata nel territorio transcaucasico, attraversando il confine del 1914 con l'Impero russo entro la fine di marzo. Il Seim aveva discusso la migliore linea d'azione; la maggioranza dei delegati era favorevole a una soluzione politica. Il 20 marzo i delegati ottomani hanno offerto che il Seim avrebbe potuto tornare ai negoziati solo se avesse dichiarato l'indipendenza, confermando così che il Transcaucaso non faceva più parte della Russia. L'idea di indipendenza era sorta prima, i georgiani l'avevano discussa a fondo negli anni precedenti; fu deciso contro poiché la leadership georgiana riteneva che i russi non l'avrebbero approvato e l'ideologia politica menscevica si allontanava dal nazionalismo.
Entro il 5 aprile, Chkhenkeli accettò il trattato di Brest-Litovsk, come base per ulteriori negoziati, che aveva esortato il Seim transcaucasico ad accettare questa posizione. Inizialmente si chiese se il Batum, rimanesse, parte del Transcaucaso, sostenendo che come porto principale della regione fosse una necessità economica. Gli ottomani, rifiutarono la proposta, chiarendo che avrebbero accettato solo i termini di Brest-Litovsk, a cui Chkhenkeli concesse. Agendo di propria iniziativa, il 9 aprile Chkhenkeli ha accettato di negoziare ulteriormente sulla base dei termini stabiliti, sebbene abbia richiesto che i rappresentanti delle altre potenze centrali partecipassero ai colloqui. Rauf ha risposto che una tale richiesta potrebbe essere presa in considerazione solo se il Transcaucaso fosse uno stato indipendente.

Stanchi dei negoziati falliti e rendendosi conto che i territori contesi potevano essere occupati con la forza, i funzionari ottomani emisero un ultimatum ai difensori di Batum, ordinando l'evacuazione entro il 13 aprile. Mentre Chkhenkeli era ricettivo alla perdita di Batum, riconoscendo la sua importanza ma accettando che faceva parte dei termini a Brest-Litovsk, i membri georgiani del Seim erano irremovibili nel mantenere la città, Gegechkori notando che poteva essere difesa abbastanza facilmente. Irak'li Ts'ereteli, un menscevico georgiano, tenne un appassionato discorso chiedendo la difesa della città e chiese al Seim di denunciare del tutto il trattato di Brest-Litovsk. I delegati armeni erano da tempo a sostegno della lotta contro l'Impero ottomano, una risposta al genocidio del 1915 e ai continui attacchi ai civili armeni, mentre solo gli azeri resistevano alla guerra, poiché erano riluttanti a combattere i compagni musulmani. Gli azeri furono messi in minoranza e il 14 aprile il Seim dichiarò guerra all'Impero ottomano. Immediatamente dopo la fine delle votazioni, Ts'ereteli e Zhordania partirono per unirsi alla difesa di Batum, mentre la delegazione a Trebisonda ricevette l'ordine di tornare immediatamente a Tiflis. Alcuni delegati azeri avevano sfidato questo ordine e sono rimasti lì, alla ricerca di potenziali negoziati, anche se non ne è venuto fuori nulla.

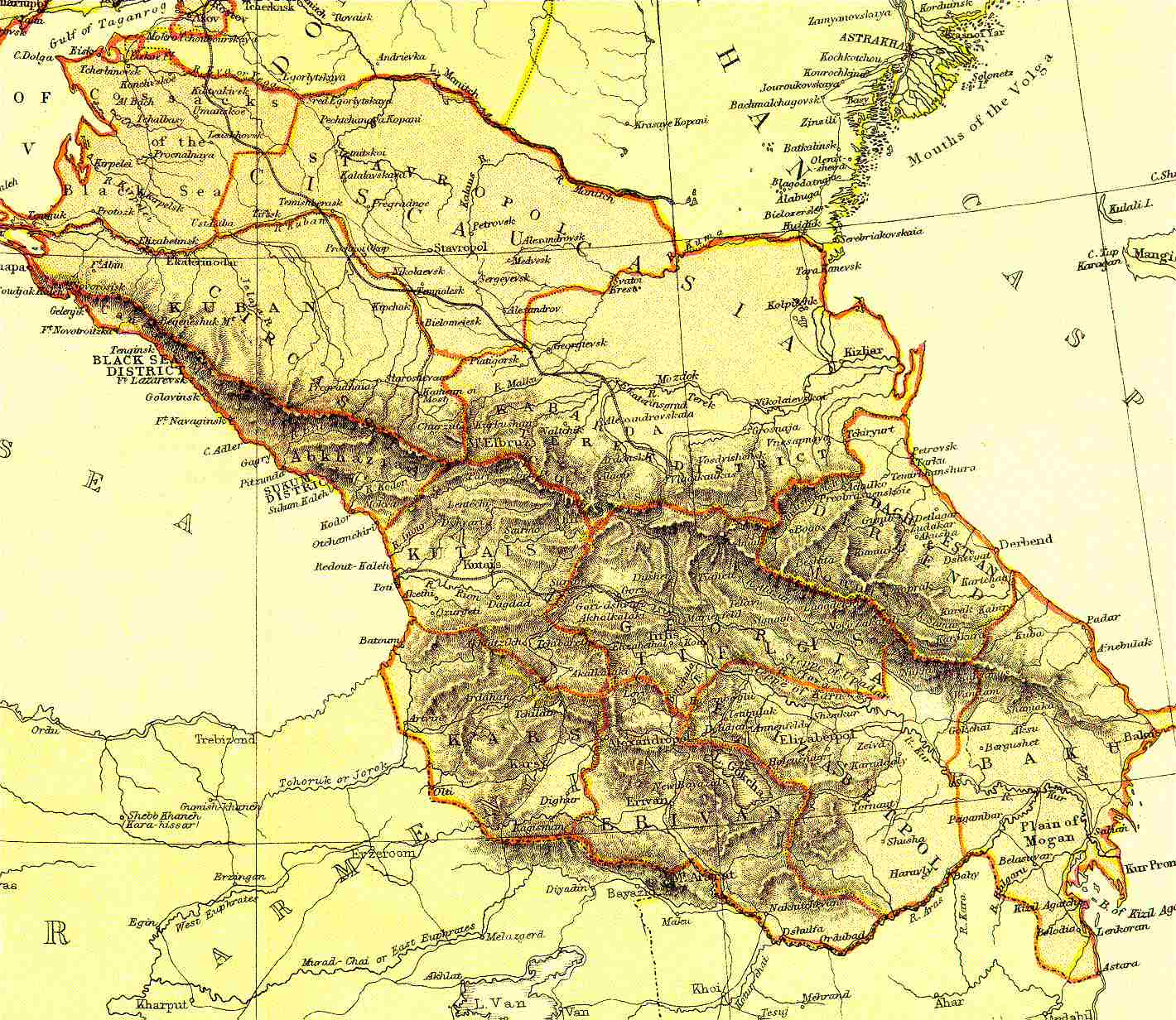
Il Caucaso russo, prima della formazione della Repubblica Federale Democratica Transcaucasica

### Stabilimento
La superiorità militare delle forze ottomane divenne subito evidente. Le forze ottomane occuparono Batum il 14 aprile, con poca resistenza; attaccarono anche Kars, ma una forza di 3.000 soldati armeni, con il supporto dell'artiglieria, tennero la città fino a quando non è stata evacuata il 25 aprile. Avendo catturato la maggior parte del territorio rivendicato e non volendo perdere altri soldati, i delegati ottomani offrirono un'altra tregua il 22 aprile e attesero la risposta dei Transcaucasici.
Di fronte alla superiorità militare ottomana, il Consiglio nazionale della Georgia decise che l'unica opzione era che la Transcaucasia si dichiarasse uno stato indipendente. L'idea fu discussa al Seim il 22 aprile, i georgiani guidarono il dibattito, notando che i rappresentanti ottomani avevano accettato di riprendere i colloqui di pace a condizione che il Transcaucaso veniva riconosciuto come uno stato indipendente.
La scelta di andare avanti non fu inizialmente scelta: i Dashnak, per lo più armeni, ritenevano che l'opzione migliore all'epoca fosse quella di fermare l'avanzata dell'esercito ottomano, sebbene fossero riluttanti a rinunciare a così tanto territorio, mentre i Musavat, che rappresentavano gli interessi dell'Azerbaigian, erano ancora riluttanti a combattere contro dei musulmani, ma ammisero che l'indipendenza era l'unico modo per garantire che la regione non fosse divisa da stati stranieri. L'unica grande opposizione venne dal Partito Socialista Rivoluzionario, quando uno dei loro rappresentanti, Lev Tumanov, ha affermato che il popolo della Transcaucasia non aveva sostenuto un'azione del genere. Ha anche affermato che mentre i Musavat affermavano che la loro forza trainante era "la coscienza, non la paura", in realtà era "la paura e non la coscienza". Si concluse che si sarebbero pentiti tutti, di questo atto.
Al termine del dibattito, Davit Oniashvili, un menscevico di etnia georgiana, propose la mozione per il Seim "per proclamare la Transcaucasia una repubblica federativa democratica indipendente". Alcuni deputati lasciarono l'aula perché non volevano votare a favore della questione, quindi la mozione passò con pochi dissensi. La nuova repubblica, la Repubblica Federale Democratica Transcaucasica (RFDT), inviò immediatamente un messaggio a Vehib Pasha annunciando questo sviluppo ed esprimendo la volontà di accettare le disposizioni del trattato di Brest-Litovsk e di cedere Kars all'Impero ottomano. L'Impero ottomano aveva riconosciuto la RFDT il 28 aprile. Nonostante questo riconoscimento, gli ottomani continuarono la loro avanzata nel territorio transcaucasico e poco dopo occuparono sia Erzerum che Kars.

### Indipendenza
Al momento della sua istituzione, la RFDT non aveva un governo per guidare il nuovo paese. Il Commissariato era stato sciolto quando fu dichiarata l'indipendenza e Gegechkori si rifiutò di mantenere una posizione di leadership, sostenendo di aver perso il sostegno per farlo. Sebbene fosse stato concordato durante i dibattiti di Seim che Chkhenkeli avrebbe assunto il ruolo di primo ministro, si rifiutò di ricoprire una posizione di custode fino a quando non fosse stato formato un nuovo gabinetto. Il gabinetto non è stato finalizzato fino al 26 aprile, quindi per tre giorni la RFDT non aveva alcun esecutivo. Con pressanti esigenze da soddisfare, Chkhenkeli assunse il suo ruolo di primo ministro. Ordinò alle forze armene di cessare i combattimenti e chiese anche a Vehib di incontrarlo per i negoziati di pace a Batum, il luogo scelto deliberatamente in modo che potesse recarsi a Tiflis se necessario, cosa che non era possibile da Trebisonda.
I membri del Dashnak inizialmente si rifiutarono di entrare nel governo; negoziarono con i menscevichi ma cedettero quando questi ultimi li avvertirono che avrebbero sostenuto solo Chkhenkeli o Hovhannes Kajaznuni. I menscevichi sapevano che l'elezione di Kajaznuni avrebbe dato la percezione che la RFDT intendesse continuare a combattere per difendere il territorio armeno e si temeva che ciò avrebbe visto gli azeri lasciare la federazione e rendere più facile per le forze ottomane minacciare il resto dell'Armenia, un proposta che i Dashnak non erano ansiosi di approvare. Il 26 aprile fu confermato dal Seim il governo, composto da tredici membri. Chkhenkeli, oltre ad essere primo ministro, assunse la carica di ministro degli esteri, le posizioni rimanenti furono divise tra armeni (quattro), azeri (cinque) e georgiani (tre). Azeri e georgiani occuparono le posizioni di primo piano nel Siem. Nel suo discorso inaugurale al Seim, Chkhenkeli annunciò che avrebbe lavorato per garantire l'uguaglianza di tutti i cittadini e per stabilire che i confini della RFDT si arebbero stabiliti sull'accordo con i loro vicini. Ha inoltre delineato una piattaforma con cinque punti principali: scrivere una costituzione, delineare i confini, porre fine alla guerra;,combattere la controrivoluzione e l'anarchia e la riforma agraria.
Una nuova conferenza di pace fu fatta a Batum l'11 maggio, alla presenza sia di Chkhenkeli che di Vehib. Prima della conferenza, Chkhenkeli chiese di avere gli altri poteri centrali presenti, che i delegati ottomani ignorarono. Entrambe le parti invitarono degli osservatori: la RFDT portò un piccolo contingente tedesco, guidato dal generale Otto von Lossow, mentre i delegati ottomani erano rappresentanti della Repubblica montuosa del Caucaso settentrionale, uno stato non riconosciuto che appoggiavano. Chkhenkeli desiderava procedere sulla base dei termini di Brest-Litovsk, ma ciò fu rifiutato dalla delegazione ottomana, guidata da Halil Bey, il ministro della giustizia ottomano. Halil Bey sostenne che poiché i due stati erano in conflitto, l'ottomano non avrebbe dovuto più riconoscere il trattato di Brest-Litovsk e invece presentò a Chkhenkeli una bozza di trattato debitamente preparata.
Il trattato conteneva dodici articoli, che richiedevano la cessione all'Impero ottomano di: Ardahan, Batum e Kars, Akhalkalik, Akhaltsikh, Surmalin Uyezds, gran parte dell'Aleksandropol, Echmiadzin Uyezds e principalmente lungo il percorso della ferrovia Kars–Julfa. Il territorio nominato porterebbe effettivamente tutta l'Armenia nell'Impero ottomano. La ferrovia era desiderata poiché le forze ottomane cercavano una rotta veloce verso la Persia settentrionale, dove stavano combattendo le forze britanniche nella campagna persiana.
Concedendo alla RFDT diversi giorni per considerare le loro opzioni, il 21 maggio le forze ottomane ripresero le loro avanzate militari in Armenia. Ingannando gli armeni nelle battaglie di Bash Abaran, Sardarapat e Kara Killisse, ma non riuscirono a sconfiggerli in modo decisivo. Di conseguenza, la loro avanzata rallentò e alla fine furono costretti a ritirarsi.

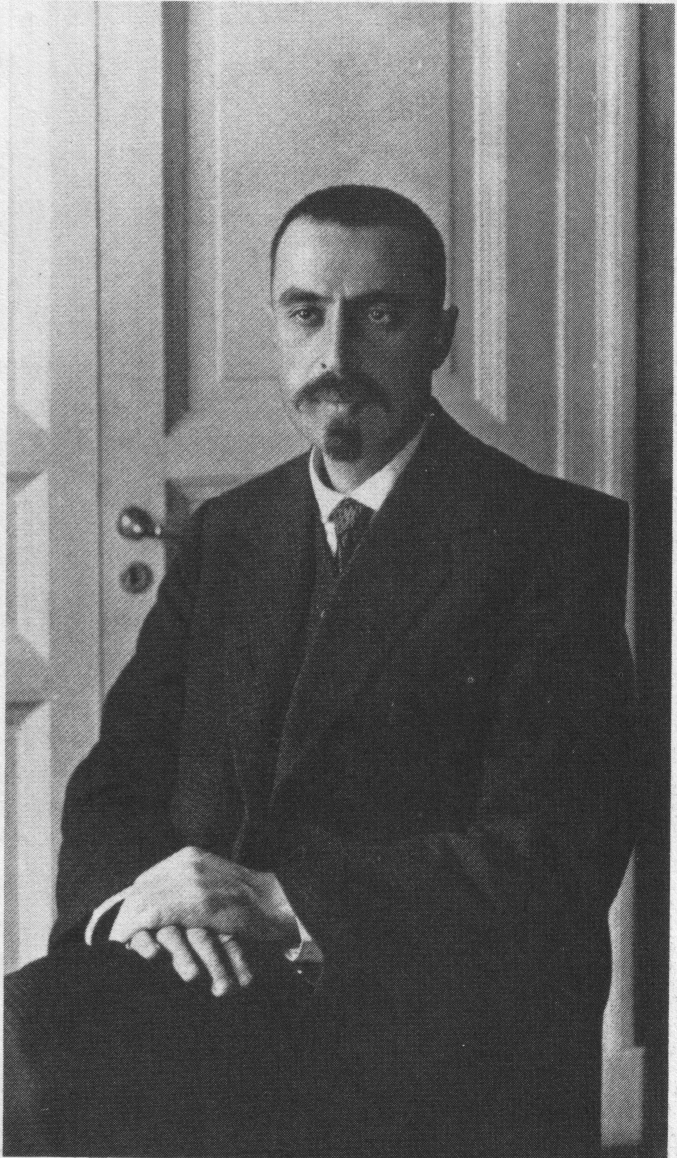
Irak'li Ts'ereteli, aveva pronunciato il discorso finale del Seim, chiedendo lo scioglimento del RFDT e l'indipendenza della Georgia

## Scioglimento

### Intervento tedesco
Entro il 22 maggio le forze ottomane, divise in due gruppi, erano a 40 chilometri da Erevan e 120 chilometri da Tiflis. Con questa minaccia, la RFDT ha contattato Von Lossow e i tedeschi nella speranza di assicurarsi il loro aiuto e protezione. Von Lossow si era precedentemente offerto di mediare tra la RFDT e Impero ottomano il 19 maggio, sebbene ciò non avesse portato a progressi. Mentre gli imperi tedesco e ottomano erano nominalmente alleati, il rapporto si era deteriorato nei mesi precedenti, poiché il pubblico tedesco non aveva approvato i rapporti secondo cui il governo ottomano stava massacrando i cristiani, né il governo tedesco apprezzava l'avanzata dell'esercito ottomano in territorio non concordato a Brest-Litovsk. I tedeschi avevano anche i propri interessi strategici nel Caucaso: volevano sia un potenziale percorso per attaccare l'India britannica sia l'accesso alle materie prime nella regione, entrambe bloccate dagli ottomani.
Gli armeni combattevano le forze ottomane e gli azeri che avevano anche i loro problemi con i bolscevichi che controllavano Baku, i georgiani conclusero che non avevano futuro nella RFDT. Il 14 maggio si recò a Batum per richiedere l'assistenza tedesca per contribuire a garantire l'indipendenza della Georgia. Era tornato a Tiflis il 21 maggio ed ha espresso fiducia che la Georgia possa diventare indipendente. I rappresentanti armeni, azeri e georgiani del Seim si sono incontrati il 21 maggio per discutere il futuro della RFDT e hanno convenuto che probabilmente non sarebbe durato a lungo. Il giorno successivo i georgiani si incontrarono da soli e decisero che l'indipendenza era la loro unica scelta logica. Zhordania e Zurab Avalishvili avevano redatto a dichiarazione di indipendenza il 22 maggio, prima che Zhordania partisse di nuovo per Batum per incontrare Von Lossow. Il 24 maggio Von Lossow aveva risposto di essere autorizzato a lavorare solo con la RFDT nel suo insieme; poiché stava diventando evidente che non sarebbe durato a lungo, avrebbe dovuto lasciare Trebisonda e consultarsi con il suo governo su come procedere ulteriormente.

### Rottura
Il 26 maggio Ts'ereteli tenne due discorsi al Seim. Nel primo, si spiegò che la RFDT non poteva continuare a causa della mancanza di unità tra le persone e che i conflitti etnici avevano portato a una divisione dell'azione riguardo all'invasione ottomana, nel secondo, egli accusò gli azeri di non aver sostenuto la difesa della RFDT e dichiarò che la federazione stava fallendo ed era tempo che la Georgia si proclamasse indipendente. Alle 15:00, fu approvata l'indipendenza La maggior parte dei delegati lasciò l'aula, lasciando solo i georgiani, a cui si unirono in breve tempo dei membri del consiglio nazionale georgiano.  Due giorni dopo ci fu la dichiarazione di indipendenza armena, seguita da quella dell'Azerbaigian, si crearono la Repubblica di Armenia e la Repubblica Democratica dell'Azerbaigian. I tre i nuovi Stati indipendenti firmarono un trattato di pace con l'Impero ottomano il 4 giugno, ponendo fine al conflitto. In seguito l'Armenia fece una guerra contro l'Azerbaigian e contro la Georgia per determinare i suoi confini finali.

## Eredità
Poiché la RFDT durò quattro mesi, ha avuto un'eredità limitata e pochi studi storici sull’argomento. Gli storici Adrian Brisku e Timothy K. Blauvelt hanno notato che "sia i studiosi dell'epoca, che quelli di adesso, sembrano essere unici contingenti e certamente irripetibili". Stephen F. Jones, ha affermato che era "il primo e l'ultimo tentativo di un'unione transcaucasica indipendente"; mentre Hovannisian, ha notato che le azioni della RFDT durante la sua breve esistenza, hanno dimostrato che "non era indipendente, democratica, federativa, o una repubblica".
Sotto il dominio bolscevico, i tre stati successori sarebbero stati riuniti con la forza all'interno dell'Unione Sovietica sotto il nome di Repubblica Socialista Federativa Sovietica Transcaucasica. Questa repubblica durò dal 1922 al 1936, prima di essere nuovamente suddivisa in tre repubbliche sindacali: la Repubblica Socialista Sovietica Armena, Azera e Georgiana. All'interno degli stati moderni di Armenia, Azerbaigian e Georgia, la RFDT è ampiamente ignorata nella storia di queste nazioni ed è considerata solo come la prima fase passo verso i propri Stati indipendenti.

## Governo

### Gabinetto
| Ministero                               | Ministro                   |
| --------------------------------------- | -------------------------- |
| Primo ministro                          | Akaki Chkhenkeli           |
| Ministro degli Affari Esteri            | Akaki Chkhenkeli           |
| Ministro dell'Interno                   | Noe Khomeriki              |
| Ministro delle Finanze                  | Alexander Khatisian        |
| Ministro dei Trasporti                  | Khudadat bey Malik-Aslanov |
| Ministro della Giustizia                | Fatali Khan Khoyski        |
| Ministro della Guerra                   | Grigol Giorgadze           |
| Ministro dell'agricoltura               | Avetik Sahakyan            |
| Ministro dell'istruzione                | Noe Khomeriki              |
| Ministro del Commercio e dell'Industria | Nasib bey Yusifbeyli       |
| Ministro degli approvvigionamenti       | Mammad Hasan Hajinski      |
| Ministro della previdenza sociale       | Avetik Sahakyan            |
| Ministro del Lavoro                     | Aramayis Erzinkian         |
| Ministro del controllo statale          | Ibrahim Haidarov           |